# Cyberhost
CyberHost este soluția de centru de date oferită de Telekom Romania, liderul pieței de telecomunicații din România. CyberHost deține trei centre de date, din care unul în București și două în Brașov. CyberHost este singurul furnizor de servicii de centre de date din România care oferă soluții complete de recuperare în caz de dezastru și continuitatea afacerii.